# Exor
Exor N.V. er et nederlandsk holdingselskab, som kontrolleres af Agnelli-familien gennem deres private virksomhed Giovanni Agnelli B.V. I 2021 var omsætningen på over 136 mia. $. Deres investeringer omfatter Stellantis, Ferrari, Iveco, CNH Industrial, PartnerRe, Juventus F.C., Welltec, The Economist og GEDI.
 Virksomheden blev etableret 27. juli 1927 under navnet Istituto Finanziario Industriale af Senator Giovanni Agnelli.